# 나이아가라 폭포

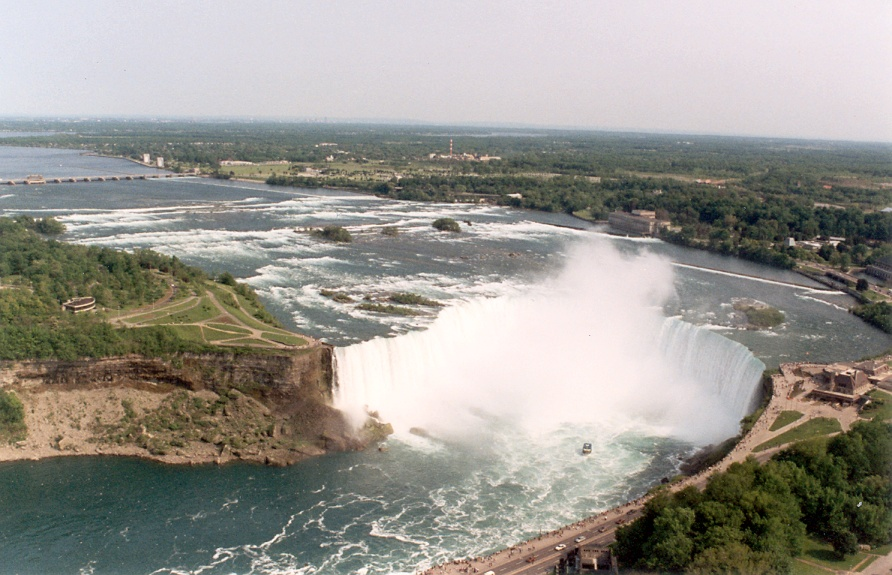

나이아가라 폭포(영어: Niagara Falls, 프랑스어: les Chutes du Niagara)는
미국 뉴욕주 나이아가라 폴스와 캐나다 온타리오주 나이아가라 폴스의 국경을 이루는 나이아가라 강에 있는 폭포이다. 이리호에서 흘러나온 나이아가라 강이 온타리오호로 들어가는 도중에 형성된 대폭포이다. 나이아가라 폭포는 두개의 대형 폭포, 하나의 소형 폭포로 나뉘는데 이는 염소 섬(Goat Island)을 기준으로 캐나다령의 캐나다 폭포(말발굽 폭포, Horseshoe Falls)와 미국령의 미국 폭포(American Falls)로 구별된다. 소형 폭포인 브라이달 베일 폭포(Bridal Veil Falls)는 미국 영토에 있다. 폭포로 인해 주변은 항상 안개가 껴 있으며, 미국 쪽보다는 캐나다 쪽의 전망이 더 좋은 것으로 알려져 있다. 폭포의 주변은 경치가 아름다워 공원으로 지정되어 있으며, 교통과 관광시설이 정비되어 있어 세계 각국으로부터 관광객들의 발길이 끊이질 않는다.
뉴욕주의 나이아가라 폭포가 위치한 도시와 캐나다의 온타리오주의 나이아가라 폭포가 있는 도시 사이는 강을 가로지르는 교각으로 연결되어 있다. 캐나다측 나이아가라 폭포(The Horseshoe Falls)는 높이가 176피트(53.6m)이고 폭포의 절벽면이 깊이 파인 커브를 이루고 있어 그 길이가 2,600피트(790m)에 이른다. 나이아가라 폭포의 절벽아래로 떨어지는 강물의 양은 모두 합쳐 분당 168,000m3의 물이 능선(稜線, Crest Line)으로부터 떨어진다. 나이아가라 폭포의 물이 떨어지는 힘은 북미의 폭포들 중에서 가장 세다. 이 물 중 50∼70%는 폭포에 이르기 전에 수력발전을 위해 사용된다. 1820년도에 들어서서 증기선의 운항이 시작되고 1840년도에 철도가 설치됨에 따라 관광객들이 이 지역을 방문하게 된다. 나이아가라에서의 다이빙은 법으로 금지되어 있으며, 총 219만 킬로와트 용량의 13개 발전기를 구비한 나이아가라 수력발전소는 1961년에 설립되었다.

## 나이아가라의 폭포
나이아가라 폭포는 빙하가 여러차례 발달과 쇠퇴를 거치면서 생겨났는데 빙하 시대 후기(The last ice age), 가장 최근에 생겼던 위스콘신 빙하는 2만 3천년 전에 시작되었는데 캐나다 전체와 미국 북부 지방을 약 2.93km 두께의 얼음으로 덮었으나, 지금으로부터 10,000년 전에 이 지역에서 빙하가 다 녹아 지금의 지형을 만들었다. 마지막 빙하가 녹으면서 많은 호수와 하천이 형성되었는데 이로 인해 나이아가라 절벽이 침식되어 절벽선이 직선이 아닌 지그재그 형태로 나타나게 되었다.
지구의 나이가 젊었던 때 에 거대한 얼음장이 녹으면서 이 폭포는 형성됐다. 약 5만년 전에 얼음이 밀려나며 그 밑에 있던 땅 덩어리가 융기하면서 나이아가라 폭포의 깎아지른 듯한 절벽이 생겼다. 그리고, 녹아 내린 얼음물은 거대한 호수를 만들어서 오늘날의 이리호와 호수주변의 저지대를 이뤘다 한다. 폭포는 원래 현재위치에서 북쪽으로 7마일 떨어진 지금의 Lewiston에 형성됐었다. 그러나 침식작용으로 인해 오늘날 폭포는 캐나다와 미국의 국경선으로 양분되는 나이아가라 강 가운데에 있다.
나이아가라 폭포는 1800년대 이후부터 관광, 상업, 산업 분야를 발전시키는 데 크게 이용되고 있다.
매년 많은 사람들이 찾아와 나이아가라 폭포를 감상한다.

## 갤러리

캐나다령 나이아가라 폭포
미국령 나이아가라 폭포 관광객들
미국령 나이아가라 폭포와 레인보우 다리
캐나다령 나이아가라 폭포

## 같이 보기
- 폭포
- 웰랜드 운하
- 나이아가라 강
- 온타리오 수력 발전
- 이구아수 폭포
- 빅토리아 폭포